# Erb ap Erbin
Erb ap Erbin, roi de Gwent et d'Ergyng du VIe siècle.
Erb ou Yrb, l'un des plus anciens  souverains de Gwent est le fils d'Erbin et le petit-fils d'Octavius. Erb est le premier personnage attesté comme roi. Il est mentionné dans une charte par laquelle il fait des donations à Saint Dubrice de Llandaf  vers la fin de sa vie et dans laquelle il souligne que: « ambition et pouvoir sur le monde sont périssables  »
Rien n'est connu de sa vie. Après sa mort vers le milieu du VIe siècle, son royaume est divisé entre ses fils. Nynniaw obtient le Royaume de Gwent et Glywysing et Pebiau ap Erb hérite du Royaume d'Ergyng .     